# 中津川一家6人殺傷事件
中津川一家6人殺傷事件（なかつがわしいっかろくにんさっしょうじけん）は、岐阜県中津川市で2005年（平成17年）に発生した家族内の大量殺人事件である。裁判では一家心中として極刑を回避した。

## 事件の概要

### 事件発生
2005年（平成17年）2月27日午後2時ごろ、岐阜県中津川市坂下町で、男性が腹を刺されているとの通報があった。警察は彼を保護したが全治2週間の怪我をしていた。同じ頃中津川市職員A（当時57歳）の自宅で、大勢の人が倒れているとの通報があった。警察と救急隊員がかけつけたところAの長女（当時30歳）が2歳の男児と生後3週間の女児を抱えて倒れており、そばのソファのうえでAの母（当時85歳）が倒れており、Aの整体業の長男（当時33歳）も2階で倒れていた。5人全員がAの手で絞殺されていた。
Aは首に包丁を突き刺した状態で空の浴槽の中に隠れているところを発見された。腹を刺されていた男性（当時33歳）はAの娘婿で被害者の2児の父親であった。Aは5人の殺害のほか、中津川警察署から調教を嘱託されていた警察犬2頭も殺害していた。Aは全治三週間の重傷で退院後の3月12日に娘婿に対する殺人未遂で逮捕され、4月2日に5人に対する殺人罪で再逮捕された。岐阜地検はAの精神鑑定を行い犯行時責任能力があったとして起訴した。

### 事件の背景
2005年（平成17年）7月1日の初公判の検察による冒頭陳述によれば、事件の背景は次のようなものであるとした。長野県出身のAは1970年に坂下町（2005年2月に中津川市に編入合併）の公立病院に採用され、事件当時は老人保健施設の事務長をしており、近所では仲良し家族との評判であった。
しかしAと母の二人の間は深刻な確執があった。Aは厳格な母親を小学生の時から嫌っており、中学生の時には口を聞かなくなっていたが、数年前から同居するようになった。しかしAの母はAの妻（当時54歳）を泥棒呼ばわりするなどしたため、母に対する嫌悪感が積もる反面、妻に対し申し訳ないと思った。事件の直前の1月27日に母名義の郵便貯金の預け替えが必要であることから郵便局長が手続きの説明をしたが、郵便局長をなじったことから、母に対する嫌悪が爆発することになった。
当初Aは母を殺害し、自分も自殺しようと考えたが、その場合残された家族が「殺人者の家族」として地域社会から白眼視され、苦しみながら生きていくことを「不憫」だと思い、同居している長男と近くで暮らす長女一家を道連れにしようと考えた。しかしAは妻に対しては長年連れ添ったことや「後始末」したことを見届けてもらおうと思い殺害しようとは思わなかった。

### 犯行状況
事件当日の2月27日は妻が日帰り旅行に出かけるため、前々からこの日に決行しようと決心していた。まず妻を早朝中央本線坂下駅に送り、帰宅後2階で長男をネクタイで絞殺、ついで母も絞殺した。そして午前10時ごろに自分が世話をしていた警察犬2頭を刺殺し、正午ごろに娘宅に行き「祖母が孫の顔を見たがっている」とAの自宅に行くように誘った。この時娘は子供2人と一緒に向ったが、娘婿は風邪をひき寝巻き姿であったため同行しなかった。Aは親子3人を直後に絞殺し、再び午後2時前に娘宅に向かい娘婿を誘い出した。そして「一緒に死んでくれ」と娘婿を刺したが、包丁を取り上げられその場から逃げ出した。Aは現場に残された包丁で自殺を図り失血死するまで発見されないように隠れていたが、通報で駆けつけた警察官に身柄を確保された。

## 裁判
検察側（岐阜地方検察庁）は第一審・岐阜地方裁判所で開かれた論告求刑公判で被告人Aに対し「自尊心と虚栄心を満たす為の犯行、動機は自己中心的で酌量の余地はない」として、2008年（平成20年）7月29日に死刑を求刑した。しかし岐阜地裁は2009年（平成21年）1月13日に無期懲役判決を言い渡した。その判決理由として裁判長は「犯行は私利私欲目的でなく、ことさら残忍な殺害方法を用いていない。長年に渡る母からの嫌がらせで精神的に追い詰められていた。また被害者も極刑を望んでいない。再犯の可能性もない」などというものであった。この判決は凶悪犯罪に対する厳罰化傾向が顕著になった1990年代以降で5人以上殺害かつ死刑求刑された事件としては異例のものとされた。
この判決に対し土本武司は「殺人は被害者が家族でも第三者でも区別しないはずだ、心神耗弱状態でないなら、他の要素を考えても死刑より軽くなる理由はない」と指摘したほか、菊田幸一は「遺族感情がかなりのウエートを占めた可能性もある。（死刑廃止という）死刑回避の立場からすれば歓迎すべきだが、被害者数から言えば過去の判例からはありえない判断」と指摘し、この事件のように犠牲者5人の犯行に対し裁判所が死刑を言渡されなかった事を疑問であるとした。一方で諸沢英道は「社会に与える影響から親族間の殺人は、無期刑をさけて有期刑が下されることが多い」などとして、一家心中の生き残りに対する刑罰としては重過ぎると指摘した。
検察側、弁護側双方が控訴したが、弁護側は犯行動機からして「病的な状態になっていた」と責任能力は限定的であったと主張し有期懲役刑の適用を求めた。一方で検察側は死刑適用に関する最高裁判所判例の永山基準に違反し量刑不当であるとしていた。
控訴審では妻子3人を失い自身も負傷した娘婿が「事件後も謝罪の手紙もなく、申し訳ないという気持ちが伝わってこない」としてAの極刑を求める証言を行った。検察も「（殺害された娘一家は）別世帯であり殺される理由がない。謝罪の手紙もなく反省しているか疑問」であり、被害者感情は厳しいとして死刑を求めた。一方弁護側は子供と孫を失ったAの妻と実母を失った実弟を証言させ、二人はAの極刑を回避するように求めた。そのため死刑を求めるはずの「犠牲者遺族」の意見は真っ二つに割れた。
名古屋高裁は2010年（平成22年）1月26日に双方の控訴を棄却し第一審・無期懲役判決を支持する判決を言い渡した。裁判長は犯行について「取り返しの付かない悲惨かつ極めて重大な結果を生じさせた。態様も非情で悪質だ」と糾弾したが、被害者の母がAの妻を泥棒扱いしただけでなく自分が風呂に入った後に浴槽に排泄物を入れるなど妻に対する嫌がらせを執拗にしたとして落ち度があったとし、一家殺害については「殺人者の家族の汚名を着せるのは不憫という家族関係に由来する事件であり、一家心中であった」と認定し、罪一等を減じたというものであった。名古屋高等検察庁は2010年2月9日に「5人も殺害しているのに無期懲役は軽すぎる。死刑適用の判断基準を示した最高裁判例（永山基準）に違反する」として最高裁に上告した。
名古屋高検・被告人双方が最高裁に上告していたが、最高裁第一小法廷（横田尤孝裁判長）は2012年（平成24年）12月3日に双方の上告を棄却する決定を出したため、無期懲役判決が確定することとなった。同小法廷は決定理由において「実母の言動によって被告人が苦悩し、追い詰められた心理状態に至った経緯」、「子や孫らを……道連れにした方が……良かれと……実行した（ことは）……理不尽としかいいようがないけれども、……全く斟酌の余地がないものではない」ことや、遺族の宥恕感情、再犯の恐れのなさなどから「無期懲役（を）……破棄しなければ著しく正義に反するとまでは認められない」とした。これに対し裁判長の横田は「（被告人が）実母の言動について適切な方策を何ら執ることがなかった」こと、「妻に対し、『俺は最後にはちゃんと始末をつけたぞ』『俺は何もできないような情けない男ではないんだ』と分からせたかった」という供述から、「実母殺害の……主たる動機は、実母の言動に適切な対処をすることができなかったことについての妻に対する申し開きとして、己を犠牲にして妻を守ったという形を作ろうとしたものとみることもできるのであり、その経緯や動機に汲むべきものはないです」などとして、更に慎重な審理を尽くさせるため、原判決を破棄し原裁判所に差し戻すべしとする反対意見を述べた。

## 類似する事件
中津川市の事件が発生した同じ年の4月に、愛知県知多市で一家6人が死亡する心中事件が発生している。この事件では鉄工所の経営が行き詰まり消費者金融だけでなくヤミ金融から多額の負債を背負った兄弟2人が、借金取りから取り立てに追われる事を悲観し、両親と妻子の5人を殺害し、兄弟2人も殺しあったが兄だけ生き残ったという事件であった。
この事件では生き残った兄が5人の殺人と弟に対する嘱託殺人で起訴されたが、検察側は情状酌量の余地があるとして無期懲役を求刑し裁判所も2006年10月16日に無期懲役を言渡している。

## 参考資料
- 朝日新聞 新聞縮刷版